# Giovanni Ceva
Giovanni Ceva (Milão, 1 de setembro de 1647 – Mantova, 13 de maio de 1734) foi um matemático italiano.
Após frequentar a escola jesuita em Milão e estudar matemática na Universidade de Pisa, trabalhou a partir de 1686 em Mântua como "Matematico Cesareo e Commessario Generale dell' Acque di tutto lo Stato". Foi sepultado na Chiesa di Santa Teresa (Mantova).
Trabalhou principalmente com geometria. Em 1678 publicou o livro "De lineis rectis se invicem secantibus, statica constructio", que contém o teorema de Ceva.

## Obras

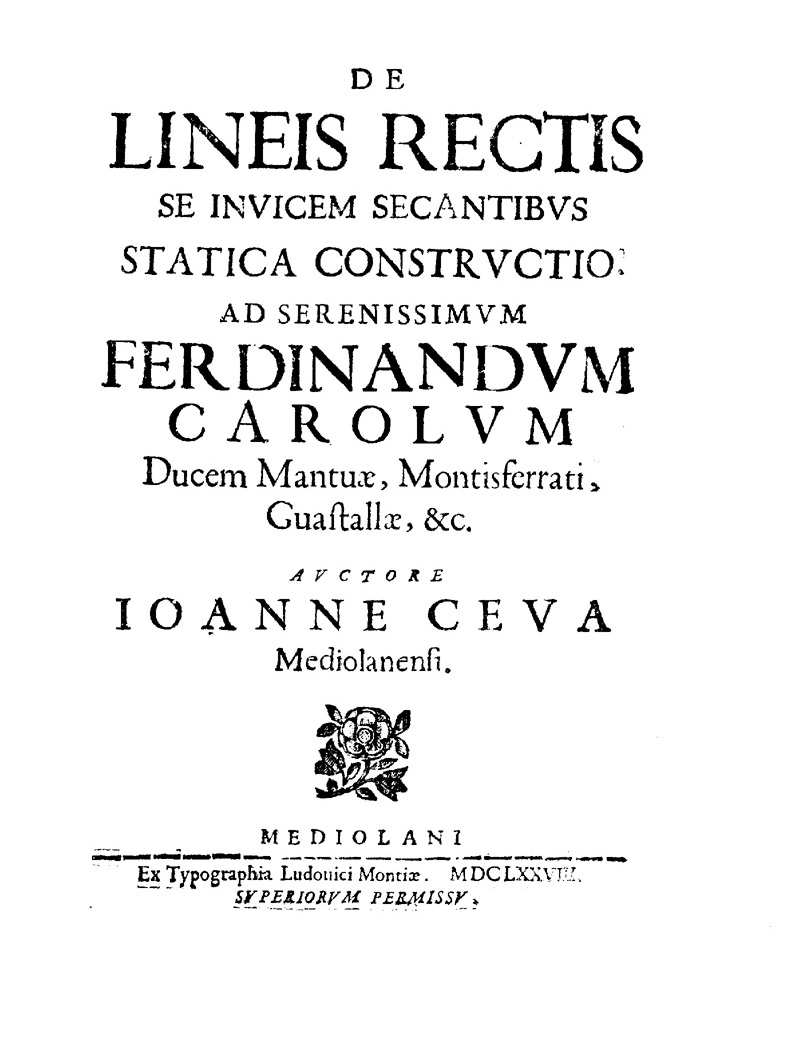
De lineis rectis se invicem secantibus statica constructio, 1678

- Ceva, Giovanni Benedetto (1678).  ex typographia Ludouici Montiae, ed. De lineis rectis se invicem secantibus statica constructio (em latim). Mediolani: [s.n.]

- Ceva, Giovanni Benedetto (1682).  ex typographia Ludouici Montiae, ed. Opuscula mathematica (em latim). Mediolani: [s.n.]
- Geometria Motus, 1692
- De Re Numaria, 1711
- Ceva, Giovanni Benedetto (1728).  Alberto Pazzoni, ed. Opus hydrostaticum (em latim). Mantuae: [s.n.]

- Ceva, Giovanni Benedetto (1716).  per li successori del Benacci, ed. Ragioni del signor Giovanni Ceva commissario dell'arciducal Camera di Mantova, e del signor Doriciglio Moscatelli Battaglia prefetto dell'acque di quello stato contra l'introduzione del Reno nel Pò grande con la risposta alle medesime di Eustachio Manfredi matematico dell'Università di Bologna. Che contiene una piena informazione sopra i capi principali di questa materia. In Bologna: [s.n.]
- Ceva, Giovanni Benedetto (1717).  per Alberto Pazzoni stampatore arciducale, ed. Replica di Giovanni Ceva, commissario dell'arciducal camera di Mantova, e matematico di s.m. ces., e cat. in difesa delle sue dimostrazioni, e ragioni per la quali non debbasi introdurre Reno in Po, contro la risposta datasi dal sig. dottor Eustachio Manfredi. In Mantova: [s.n.]

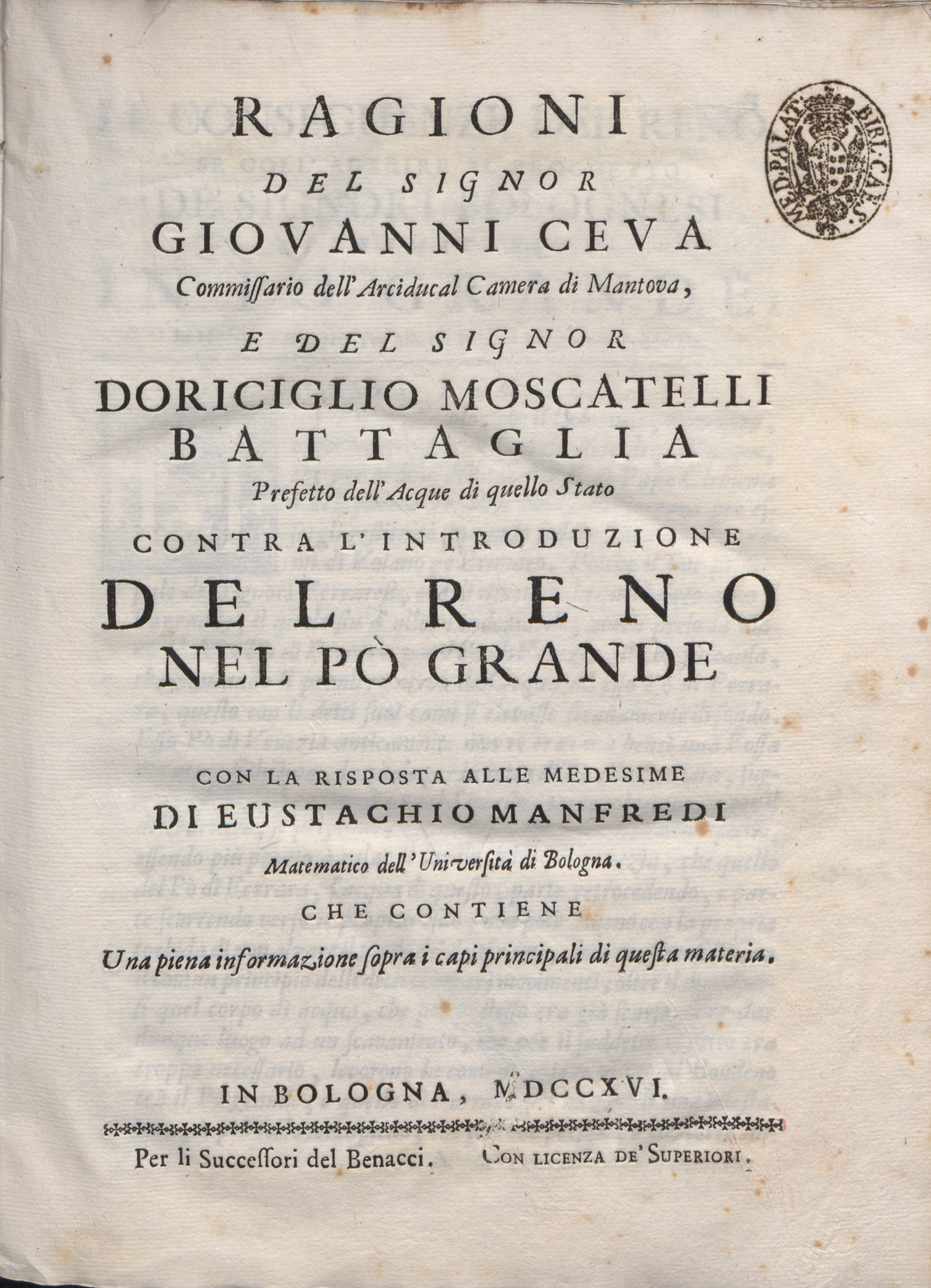
Ragioni [...] contra l'introduzione del Reno nel Pò, 1716
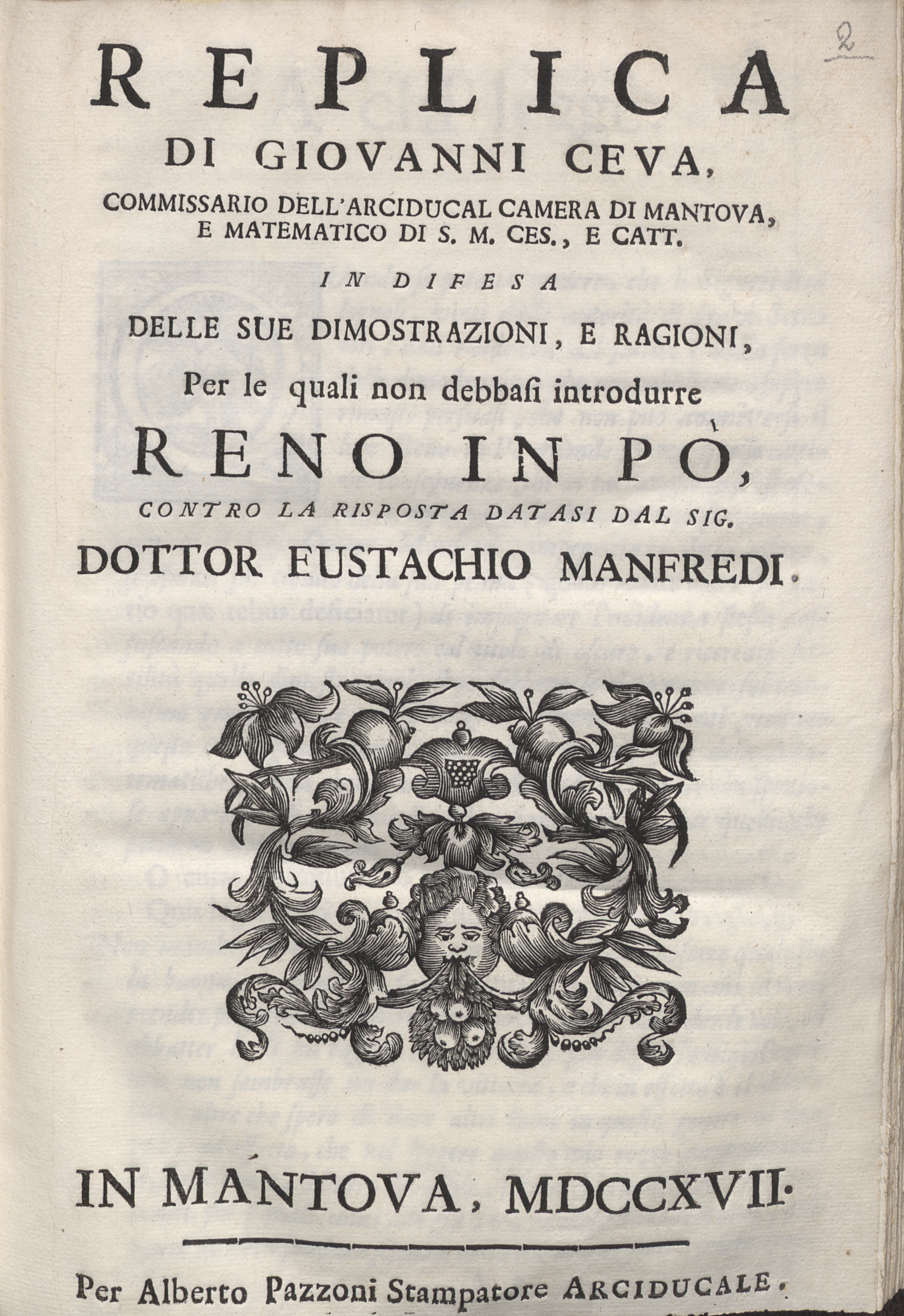
Replica [...] in difesa delle sue dimostrazioni, e ragioni per la quali non debbasi introdurre Reno in Po, 1717